# Пам'ятки монументального мистецтва Жовківського району
У Жовківському районі Львівської області нараховується 15 пам'яток монументального мистецтва.
| #  | назва | адреса                                             | Номер | дата рішення                    |
| -- | --- | -------------------------------------------------- | ----- | ------------------------------- |
| 1  | Пам'ятник Возняку М. С., академікові АН України (ск. Е. Мисько, арх. В. Герич, 1983, бронза, мармурова крихта)  | с. Волиця, біля школи                              | 787   | Рішення № 506, 02.11.1982       |
| 2  | Пам'ятник Коновальцю Є., полковнику армії УНР (ск. Р. Романович, арх. В. Потюк, 1991, бронза, базальт)          | с. Зашків                                          | 1556  | Розпорядження № 528, 19.07.1995 |
| 3  | Пам'ятник Коновальцю Є., полковнику армії УНР (ск. Я. Мотика, В. Шишов, арх. А. і В. Блюсюки, 1994, камінь)     | м. Жовква                                          | 1557  | Розпорядження № 528, 19.07.1995 |
| 4  | Пам'ятник Франку І. Я., українському письменнику і вченому (1964, мармурова крихта)                             | с. Кунин, біля Будинку культури                    | 613   | Рішення № 183, 05.05.1972       |
| 5  | Пам'ятник Хмельницькому Б. М., гетьману України (1965, з/бетон)                                                 | с. Кунин, при в'їзді у село                        | 614   | Рішення № 183, 05.05.1972       |
| 6  | Пам'ятник Хмельницькому Б. М,, гетьману України (ск. І. Кушнір, 1966, мармурова крихта)                         | с. Кунин                                           | 615   | Рішення № 183, 05.05.1972       |
| 7  | Пам'ятник Хмельницькому Б. М., гетьману України (1991, кована мідь, мармурова крихта)                           | м. Рава-Руська, ріг вулиць Львівської і Вокзальної | 1558  | Розпорядження № 528, 19.07.1995 |
| 8  | Пам'ятник Лесі Українці, українській поетесі (ск. Б. Попович, 1986, мармурова крихта)                           | с. Нова Кам'янка                                   | 1559  | Рішення № 249, 21.05.1991       |
| 9  | Пам'ятник Шевченку Т. Г., українському поету і художнику (ск. І. Кушнір, 1964, мармурова крихта)                | с. Кунин, біля Будинку культури                    | 612   | Рішення № 183, 05.05.1972       |
| 10 | Пам'ятник Шевченку Т. Г., українському поету і художнику (1958, мармурова крихта)                               | с. Любеля, біля Будинку культури                   | 616   | Рішення № 183, 05.05.1972       |
| 11 | Пам'ятник Шевченку Т. Г., українському поету і художнику (1971, мармурова крихта)                               | с. Мацошин                                         | 1560  | Рішення № 183, 05.05.1972       |
| 12 | Пам'ятник Шевченку Т. Г., українському поету і художнику (1964, мармурова крихта)                               | с. Зіболки, біля сільради                          | 1561  | Рішення № 183, 05.05.1972       |
| 13 | Пам'ятник Шевченку Т. Г., українському поету і художнику (ск. Я. Чайка, 1960, мармурова крихта, з/бетон)        | м. Рава-Руська, вул. Вокзальна, парк               | 617   | Рішення № 183, 05.05.1972       |
| 14 | Пам'ятник Шевченку Т. Г., українському поету і художнику (ск. В. Одрехівський, 1971, мармурова крихта, з/бетон) | с. Сопошин                                         | 619   | Рішення № 183, 05.05.1972       |
| 15 | Пам'ятник Шевченку Т. Г., українському поету і художнику (ск. М. Сулига, 1989, бронза)                          | с. Мокротин                                        | 1562  | Рішення № 249, 21.05.1991       |
|    | |                                                    |       |                                 |

## Джерело
Перелік пам'яток Львівської області [Архівовано 16 вересня 2012 у Wayback Machine.]